# Óvári-barlang
Az Óvári-barlang a Tihanyi-félszigeten, a Balaton-felvidéki Nemzeti Park területén található egyik üreg.

## Elhelyezkedés
Az Óvár tetejének meredek É-i falában, az Orosz-kő kőzettörmelékébe temetkező, alsó, Ny felé eső részén, kb. 170 m tengerszint feletti magasságban található az üreg. Elérhető az Óvár legmagasabb pontján lévő kilátó- és pihenőhelyről Ny felé, a fal alá kerülő zöld jelzésű turistaösvényen kb. 300 m-t haladva. Természetesen a Tihanyi-hajóállomásról is megközelíthető a zöld jelzésű úton, 1,5 km-es utat megtéve. A Ny-i, 5. Barátlakástól 8–10 m-rel tovább Ny felé hatalmas darab sziklarész vált le a falból. Ebben található az Óvári-barlang.

## Leírás
A sziklarész alja előrébb csúszott, de teteje nekitámaszkodik a falnak, így két végén nyitott, áltektonikus üreget képez.
Az üreg a sziklafallal párhuzamos, a gyalogúttól kb. 2 m-rel magasabban van. Az egyik nyílása Ny felé, a másik ÉK felé néz. Az előbbi 150 cm széles és 90 cm magas, az utóbbi szélessége szintén 150 cm és magassága 120 cm. A két nyílást 2,5 m hosszú, alagútszerű üreg köti össze. Az üreg főtéjében a rés végighúzódik, a Ny-i nyílás közelében kis labirintust alkotva. Alját mindkét irányban kifelé lejtő törmelék alkotja. Térfogata kb. 2 m³.
A sziklafal teljes szelvényében változatos összetételű bazalttufit rétegekből áll. Az Óvári-barlang üregét laza szerkezetű homokos bazalttufit meszes és kevésbé meszes rétegei veszik közre. Kialakulását a sziklacsúszást eredményező suvadásnak köszönheti. Jellege szerint így áltektonikus barlang Eszterhás István szerint. Megmaradásának ideje nagyon korlátozott, ha a következő suvadás feltételei kialakulnak, bizonyára lezuhan ez a támaszkodó sziklatömb, mely jelenleg részt vesz az üreg alkotásában. Csupán szpeleogenetikai jelentőségű, egyébként nagyon omlásveszélyes üreg.

## Kutatástörténet
Sziklaomlásról, suvadásról többen is írtak, (Cholnoky 1942, Dornyay 1942, Zákonyi 1958, Uzsoki 1980) de, hogy ezek barlangot hoztak volna létre, azt csak Eszterhás István említette először, 1983-ban. Az 1984-ben kiadott, Lista a Bakony barlangjairól című összeállításban Óvári-barlang a 4463-as barlangkataszteri területen, a Tihanyi-félszigeten, Tihanyban lévő üreg neve. Bazalttufában keletkezett az áltektonikus üreg, amely 2×1 m-es és 1 m magas.
Az Eszterhás István által 1989-ben írt, Magyarország nemkarsztos barlangjainak listája című kéziratban az olvasható, hogy a Bakony hegységben, a 4463-as barlangkataszteri területen, Tihanyban lévő Óvári-barlang bazalttufitban alakult ki. A barlang 2,5 m hosszú és 1,2 m magas. A listában meg van említve az a Magyarországon, nem karsztkőzetben kialakult, létrehozott 220 objektum (203 barlang és 17 mesterséges üreg), amelyek 1989. év végéig váltak ismertté. Magyarországon 6 barlang keletkezett bazalttufitban. Az összeállítás szerint Kordos László 1984-ben kiadott barlanglistájában fel van sorolva 119 olyan barlang is, amelyek nem karsztkőzetben jöttek létre. Az Eszterhás István által 1992-ben írt összeállítás szerint nem karsztbarlangok Magyarországon pl. bazalttufitban vannak (pl. Óvári-barlang).
Az Eszterhás István által 1993-ban írt, Magyarország nemkarsztos barlangjainak lajstroma című kéziratban meg van említve, hogy a Bakony hegységben, a 4463-as barlangkataszteri területen, Tihanyban helyezkedik el az Óvári-barlang. A bazalttufitban keletkezett barlang 2,5 m hosszú és 1,5 m magas. Az összeállításban fel van sorolva az a Magyarországon, nem karsztkőzetben kialakult, létrehozott 520 objektum (478 barlang és 42 mesterséges üreg), amelyek 1993 végéig ismertté váltak. Magyarországon 13 barlang, illetve mesterségesen létrehozott, barlangnak nevezett üreg alakult ki, lett kialakítva bazalttufitban. A Bakony hegységben 123 barlang jött létre nem karsztkőzetben. A 2001. november 12-én készült, Magyarország nemkarsztos barlangjainak irodalomjegyzéke című kézirat barlangnévmutatójában szerepel az Óvári-barlang. A barlangnévmutatóban fel van sorolva 13 irodalmi mű, amelyek foglalkoznak az üreggel.

## További irodalom
- Cholnoky Jenő: Tihanyi barátlakások. Balatoni Szemle, 1942. (1. évf.) 4. sz. 118–122. old. (Nem említi a barlangot.)
- Dornyay Béla: Ásatás a tihanyi Barátlakások közt 1942-ben. Balatoni Szemle, 1942. (1. évf.) 6–7. sz. 212–219. old. (Nem említi a barlangot.)
- Eszterhás István: A Bakony barlanglajstroma. Kézirat, 1983. (A kézirat megtalálható a Bakonyi Természettudományi Múzeumban, Zirc.)
- Eszterhás István: A Tihanyi-félsziget barlangkatasztere. Kézirat. Isztimér, 1984. (A kézirat megtalálható a Magyar Karszt- és Barlangkutató Társulat Adattárában és a KvVM Barlang- és Földtani Osztályon.) (Néhány oldallal és fényképpel bővebb, mint az 1987-es nyomtatott változat. A kéziratot csak barlangonként szétdarabolva láttam.)
- Eszterhás István: A Bakony nemkarsztos barlangjainak genotipusai és kataszteri jegyzéke. Kézirat. Budapest, 1986. Szerződéses munka az Országos Környezet- és Természetvédelmi Hivatalnak.
- Uzsoki András: Balatonfüred, Tihany. Panoráma kiadó, Budapest, 1980. (Nem említi a barlangot.)
- Zákonyi Ferenc: Tihany és környéke. Budapest, 1958. (Nem említi a barlangot.)